# Villa Zeno (Chiarano)
Villa Zeno, situata sulle rive del fiume Piavon (ramo del fiume Piave), nel comune di Chiarano, in provincia di Treviso, è una villa veneta costruita da architetto anonimo intorno al 1500 dai Padri di S. Pietro di Castello di Venezia e restaurata dalla famiglia Zen intorno alla metà del XIX secolo.

## La storia
La ricostruzione dell'origine di questa villa presenta dei problemi causati dalla mancanza di fonti certe.
La villa è citata da Jacopo Rossi nella sezione riguardante le opere d'arte del territorio opitergino del suo volume "Ricordo delle due provincie di Treviso e Belluno"; Rossi afferma che i lavori di costruzione furono affidati ad Andrea Palladio intorno alla metà del XVI secolo. Quest'attribuzione erronea probabilmente è scaturita da un equivoco dell'autore con la vicina Villa Zeno detta "Il Donegal" di Cessalto.
Tra la fine del XIII secolo e l'inizio del XVI secolo i proprietari del fondo su cui venne costruita la villa erano i Canonici regolari di San Salvatore di Venezia. A questi succedettero i Frati di Sant'Antonio di Castello, sempre di Venezia, che si occupavano anche della Chiesa di Chiarano. I frati di Sant'Antonio possedevano e vivevano in una costruzione piuttosto antica che attualmente fa parte del corpo laterale della villa. Questa costruzione era piuttosto elaborata: presentava soffitti a volta (ancor oggi visibili), pareti interne decorate con affreschi e stucchi (andati completamente perduti a causa delle opere di restauro e dell'uso fatto della villa durante le due guerre mondiali) e una serie di arcate che formavano un chiostro (demolite durante i lavori di restauro del 1800). Questa prima costruzione, in data imprecisata, venne poi soprannominata da un conte Zeno "La Favorita" in onore di una giovane amante del conte che qui alloggiava.
Nel 1773 la villa e il terreno vennero acquistati dalla famiglia Zen, appartenente all'antica nobiltà veneziana, dopo che la Congregazione dei Padri Agostiniani venne abolita dalla Repubblica di Venezia. Fu edificata come residenza estiva e come centro direzionale per la produzione della seta, scopo a cui erano volte le due barchesse che furono: magazzini di stoccaggio di materie prime come cereali e vino, essiccatoi dei bozzoli da seta, stalle e scuderie.
Successivamente all'acquisto della villa il testamento di uno dei primi proprietari stabilì che alla morte dell'ultimo erede maschio della famiglia la proprietà passasse all'Ordine dei Cavalieri di Malta. Quest'eventualità si presentò nel 1967 alla morte senza eredi dell'ultimo conte. Nella seconda metà dell'Ottocento la villa venne completamente restaurata dal conte Pietro Zeno e assunse l'aspetto con cui ancora oggi si presenta. Durante i lavori di restauro sulla destra della facciata venne creato un grande arco doppio in stile neoclassico con delle semicolonne, un timpano, trifigli e metope con bucrani. Venne anche apposto sul frontone della villa lo stemma della famiglia Zen sormontato dal corno dogale, mentre un altro stemma in pietra venne posto nel giardino.
Dal marzo 1960 la villa è tutelata ai sensi della legge del 1 giugno 1939 nº1089 sulla tutela dei beni di interesse artistico e storico.

### La villa durante il periodo della prima guerra mondiale
I territori dei comuni di Chiarano e Fossalta Maggiore furono assoggettati all'occupazione austroungarica durante gli ultimi due anni di guerra (1917-1918). Il 28 ottobre 1917 il bollettino di guerra stilato dal capo di Stato Maggiore, il generale Luigi Cadorna da palazzo Revedin di Treviso, annunciò il ripiegamento dell'esercito italiano lungo la linea del Piave dopo la disfatta di Caporetto. Questo implicò che i territori a est del Piave venissero occupati dall'esercito austroungarico e tra questi anche Chiarano e Villa Zeno. Tra il 6 e il 9 novembre 1917 Chiarano venne occupata dalle truppe austroungariche e Villa Zeno divenne quartier generale del comando austroungarico e residenza degli ufficiali.
La villa al momento dell'arrivo delle truppe austriache era stata abbandonata dall'allora conte, il quale era fuggito al seguito delle truppe italiane che solo pochi mesi prima della disfatta di Caporetto ne avevano fatto il loro comando di divisione. Nonostante il conte fosse fuggito, a vegliare sulla villa erano rimasti il custode e la sua famiglia che si occuparono di adattarla alle esigenze degli ufficiali austroungarici.
A testimoniare lo stato della villa durante l'occupazione è una lettera del ufficiale di stato maggiore della 44ª divisione Schutzen, Costantin Schneider, il quale descrive la vita e gli ozi degli ufficiali residenti in Villa Zeno dopo tutta una serie di tentativi fallimentari di sfondare la linea italiana del Piave.
(Costantin Schneider, Die Kriegserinnerungen 1914-1917)
Dal 1917 fino alla fine della guerra rimase operativa una piccola ferrovia che collegava la stazione di Motta di Livenza alla prima linea del fronte. In questi anni quindi villa Zeno o più in particolare la sua barchessa venne impiegata anche come scalo ferroviario per il trasporto di feriti italiani e austroungarici. Di questa ferrovia ad oggi non c'è più alcuna traccia.
Nell'ottobre del 1918 Villa Zeno tornò in mani italiane.

## Struttura architettonica

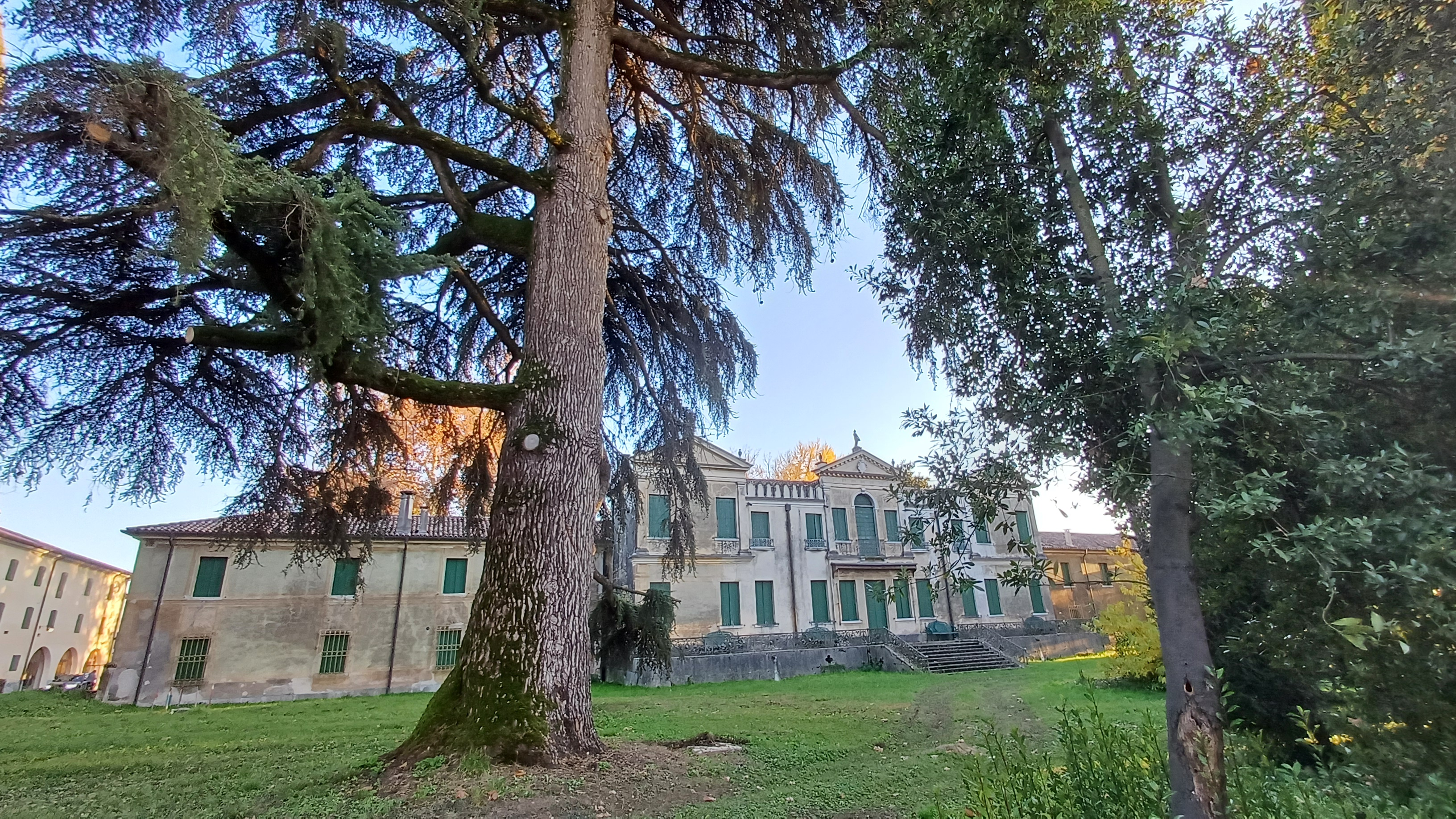
Villa Zeno con il monumentale Cedro del Libano e una parte della barchessa "grande"

La villa si sviluppa orizzontalmente ed è costruita sopra un dosso rialzato del canale Piavon; il complesso è composto dal corpo principale su cui si innestano due ali laterali perfettamente simmetriche, di altezza più bassa rispetto al corpo centrale. Nei pressi della facciata sinistra gli archeologi della Soprintendenza hanno trovato i resti di una villa romana risalente ai primi secoli d.C.

### La villa
Databile al XVIII secolo, presenta su entrambi i prospetti una scalinata d'accesso al pian terreno, che è leggermente rialzato rispetto alla linea del suolo. Sul prospetto nord la scalinata occupa una posizione frontale e si collega a una terrazza che si estende per tutta la lunghezza della facciata, invece, nel prospetto sud la scalinata si compone di due rampe laterali simmetriche.

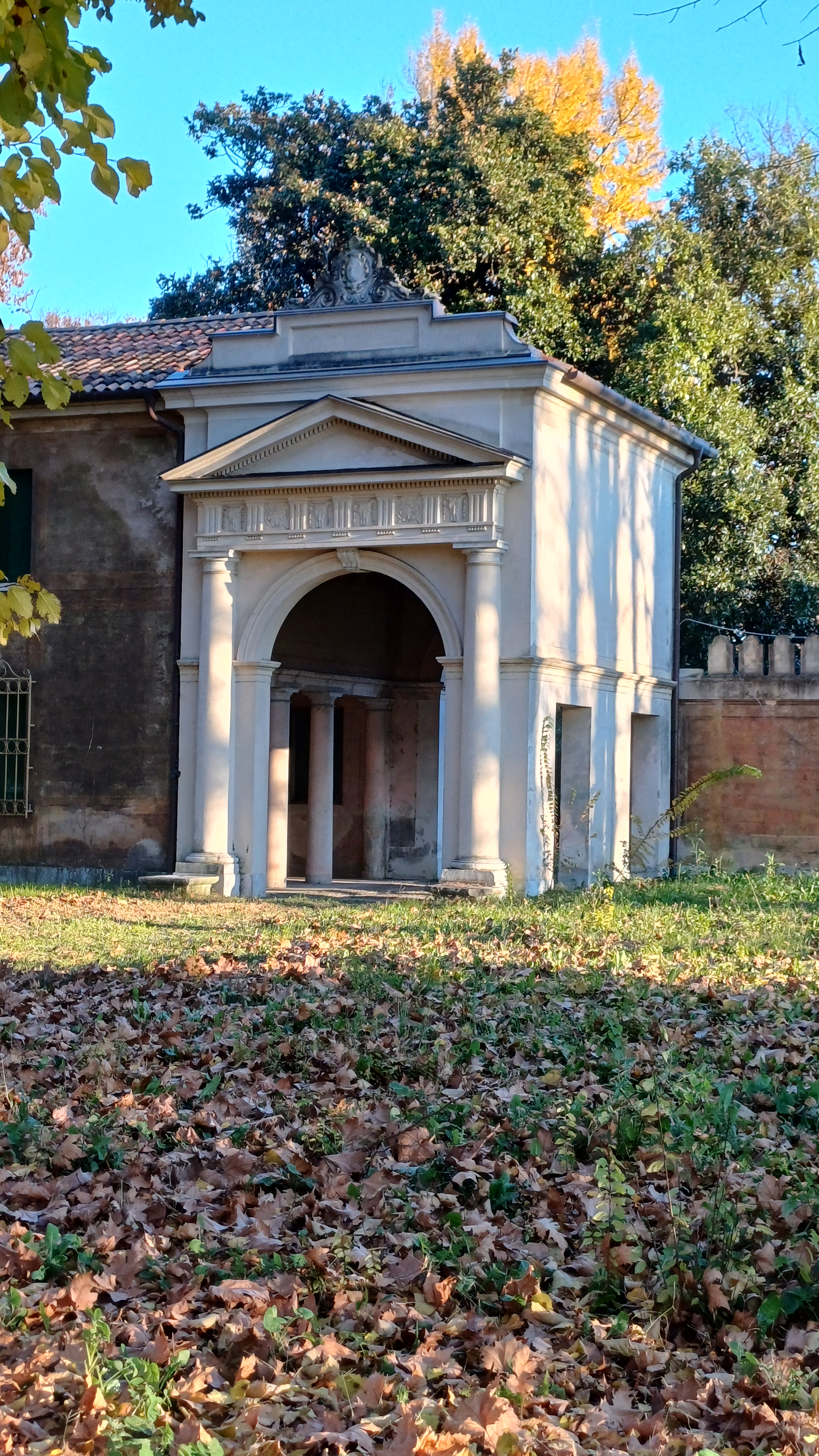
L'arco neoclassico della Villa

### Apparato decorativo
- Le cornici: sul fronte sud le finestre presentano nella cornice delle decorazioni floreali, in stucco e intonaco
- Le lesene: il prospetto nord nella sua parte mediana e nei suoi settori laterali è riquadrato da lesene a capitello dorico in laterizio intonacato che sorreggono una trabeazione su cui poggiano i due frontoni laterali
- Le monofore: al primo piano su entrambi i prospetti, è presente una monofora centinata con concio in pietra posto in chiave d'arco sagomato a voluta.
- La cornice: sul frontone nord, i settori laterali del prospetto sono sormontati da una cornice a merlatura appuntita in laterizio intonacato
- I poggioli: su entrambi i prospetti sono presenti poggioli in pietra con profilo mistilineo, posizionati davanti all'apertura della monofora del primo piano. Tutti sono dotati di una balaustra in ferro battuto molto decorata.
- Le specchiature: su entrambi i prospetti sono conservati i resti di un'antica decorazione a specchiature in intonaco policromo.
- Il timpano: i frontoni triangolari con cornice modanata in muratura intonacata, con decorazione a dentelli, concludono la parte mediana dei prospetti. Sul lato nord, anche i settori esterni sono arricchiti con frontoni decorati con un occhio circolare posto al centro.
- L'intonaco: le ali laterali annesse alla villa, nello loro fronte sud, hanno una decorazione parietale in intonaco in rilievo che crea il finto bugnato.
- Le statue: sui vertici dei frontoni triangolari sono poste delle statue acroteriali in pietra.
- Lo stemma: lo stemma nobiliare, in pietra, della famiglia Zeno è posto all'interno del frontone nord.[7]

### Ali laterali
Databili XVIII secolo, sono due edifici simmetrici, di due piani, attaccati al corpo centrale. Il prospetto nord del piano terra di entrambe le ali è caratterizzato dall'uso del finto bugnato.

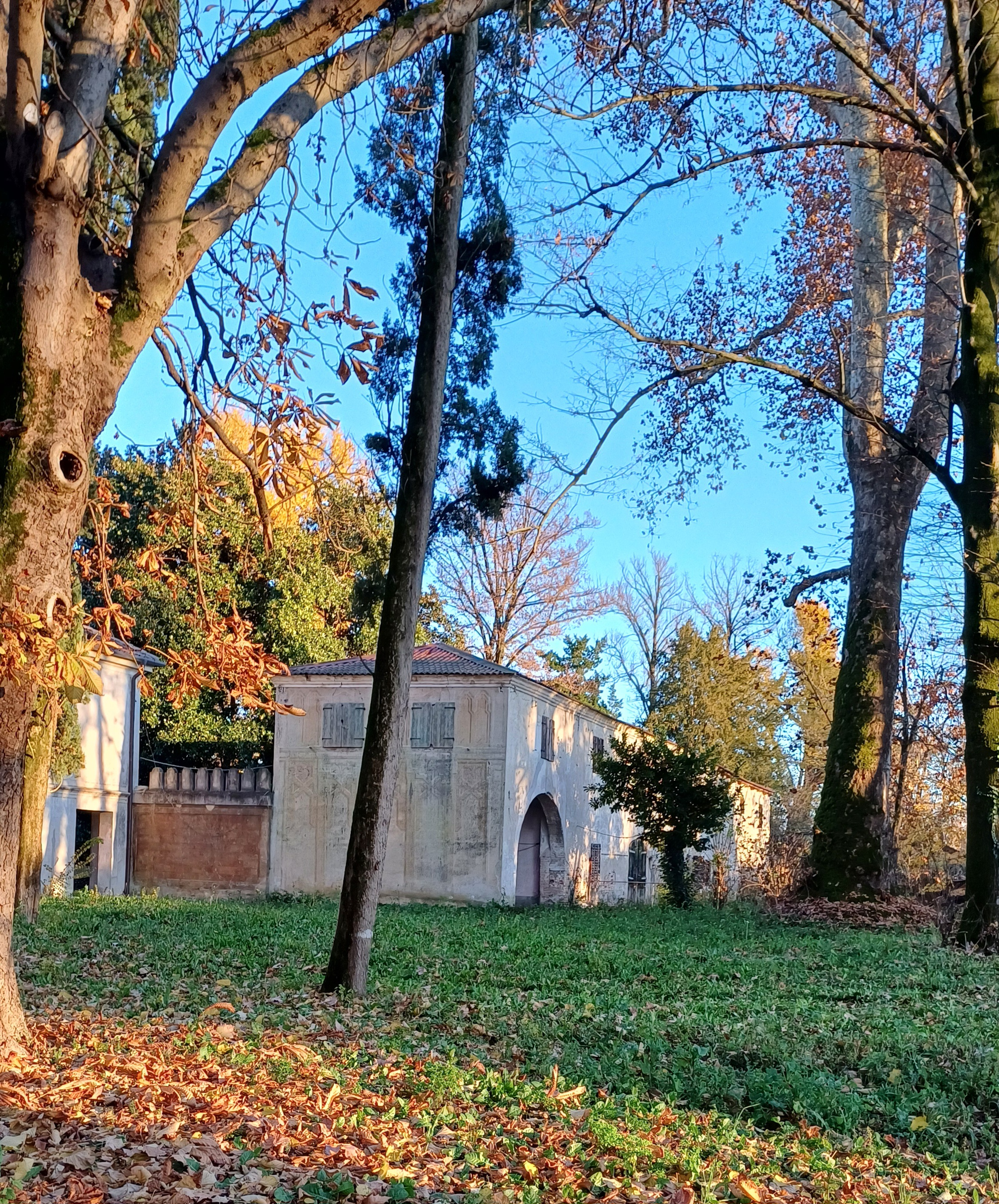
La barchessa "piccola" con il muro di collegamento all'ala destra

### Le barchesse
La barchessa più piccola era usata come scuderia e dispensa; è collegata alla villa a un setto murario. La costruzione è di due piani e delimita tutto il lato sinistro del parco. All'interno il piano terra era diviso in due ambienti (scuderia e magazzino), mentre il piano superiore fungeva da deposito di fieno per alimentare gli animali. I due piani erano collegati da una stretta scala. Il soffitto di tutta la barchessa era a capriata controsoffittato con arelle e calce.
La barchessa più grande era usata come magazzino dei cereali, cantina e rimessa per gli attrezzi agricoli; è un edificio a tre piani i cui accessi sono segnati da grandi arcate. Anche in questa barchessa il soffitto era a capriate. A questo edificio era addossata anche un piccola falegnameria.

### Il giardino

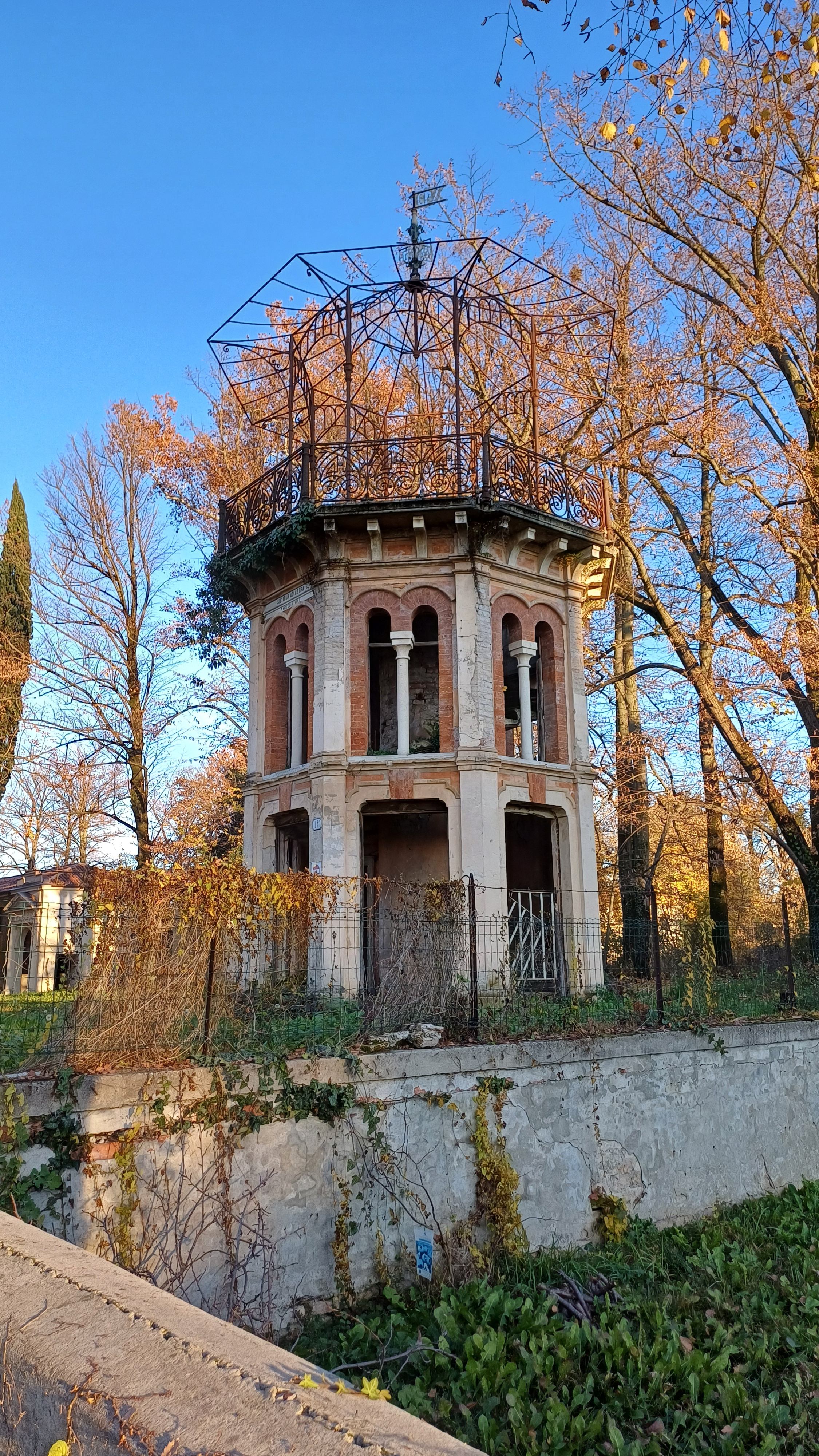
Torretta del belvedere di Villa Zeno

L'intero complesso sorge a poca distanza dal centro abitato e si sviluppa in un parco anticamente decorato con fontane, pozzi e statue in pietra tenera del 1700. Il versante rivolto verso il fiume Piavon è circondato da una bassa muratura, mentre il lato opposto si apre verso la campagna. Nel giardino erano presenti moltissime tipologie di alberi tra cui il famoso Cedro del Libano, che nel corso dei secoli ha alimentato storie e leggende popolari. Sempre nel giardino era presente una arancera per permettere la coltivazione degli agrumi durante la stagione invernale, di questa costruzione attualmente non è rimasto più alcun segno visibile. Un altro elemento architettonico presente del giardino è La Torretta ottagonale datata XIX secolo, una torretta belvedere che da sul fiume, collocata dell'angolo meridionale della proprietà, attualmente versa in un pessimo stato di conservazione.
Lepido Rocco descrive la villa e il parco in questi termini:

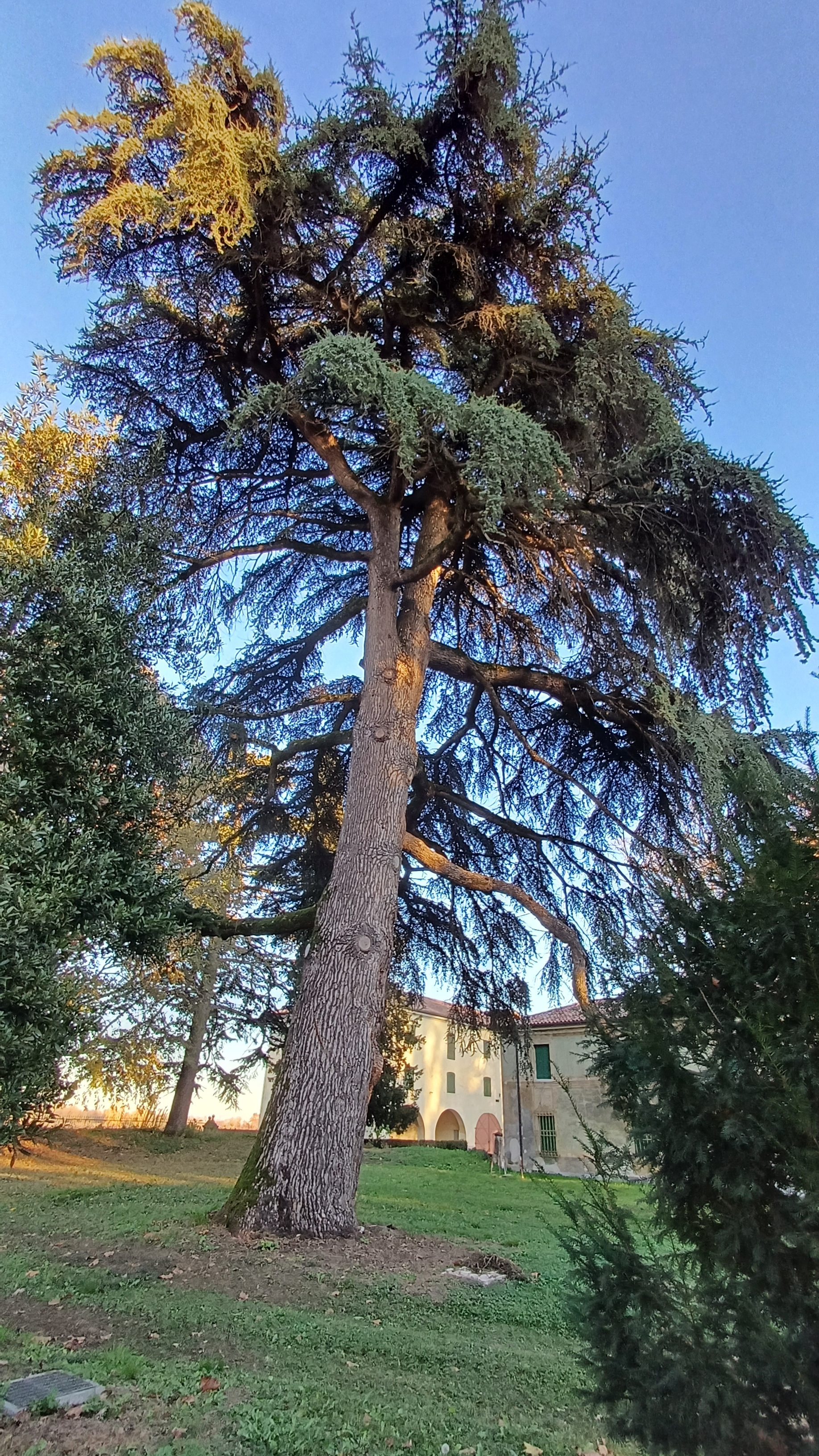
Il secolare cedro del Libano

(Lepido Rocco.Motta di Livenza e i suoi dintorni)

## Il cedro del libano di villa Zeno
Il Cedro del Libano è collocato nel grande parco di Villa Zeno. L'albero è ultracentenario (si ipotizza abbi quasi cinque secoli di vita) e raggiunge un'altezza di circa 26 metri e con una circonferenza del tronco di poco più di 5 metri.
Secondo le leggende popolari quest'albero venne piantato da Giulio Cesare in occasione di una spedizione militare in Gallia.

## La famiglia Zeno
Gli Zeno, proprietari della villa dal 1700 ca., furono una famiglia appartenente alla nobiltà veneziana di origini molto antiche. La prima attestazione della famiglia Zeno a Venezia risale al 963, quando un membro della famiglia è attestato come procuratore di San Marco e Capitano generale da mar.  La famiglia ha partecipato attivamente alla vita politica veneziana per secoli ricoprendo diverse cariche tra le quali: un dogado, tredici procuratori di San. Marco, diversi cavalieri dalla stola d'oro, generali da terra e da mar, consiglieri ducali, prelati, senatori e rettori. Esponenti particolarmente rilevanti della famiglia furono: Ranieri Zeno che nel 1222 divenne doge, Carlo Zeno (1334 - 1418) grand'ammiraglio che vinse la guerra contro i turchi e i genovesi, Nicolò e Antonio Zeno che nel 1380 compirono un viaggio via mare verso il circolo polare artico per scoprire nuove terre.

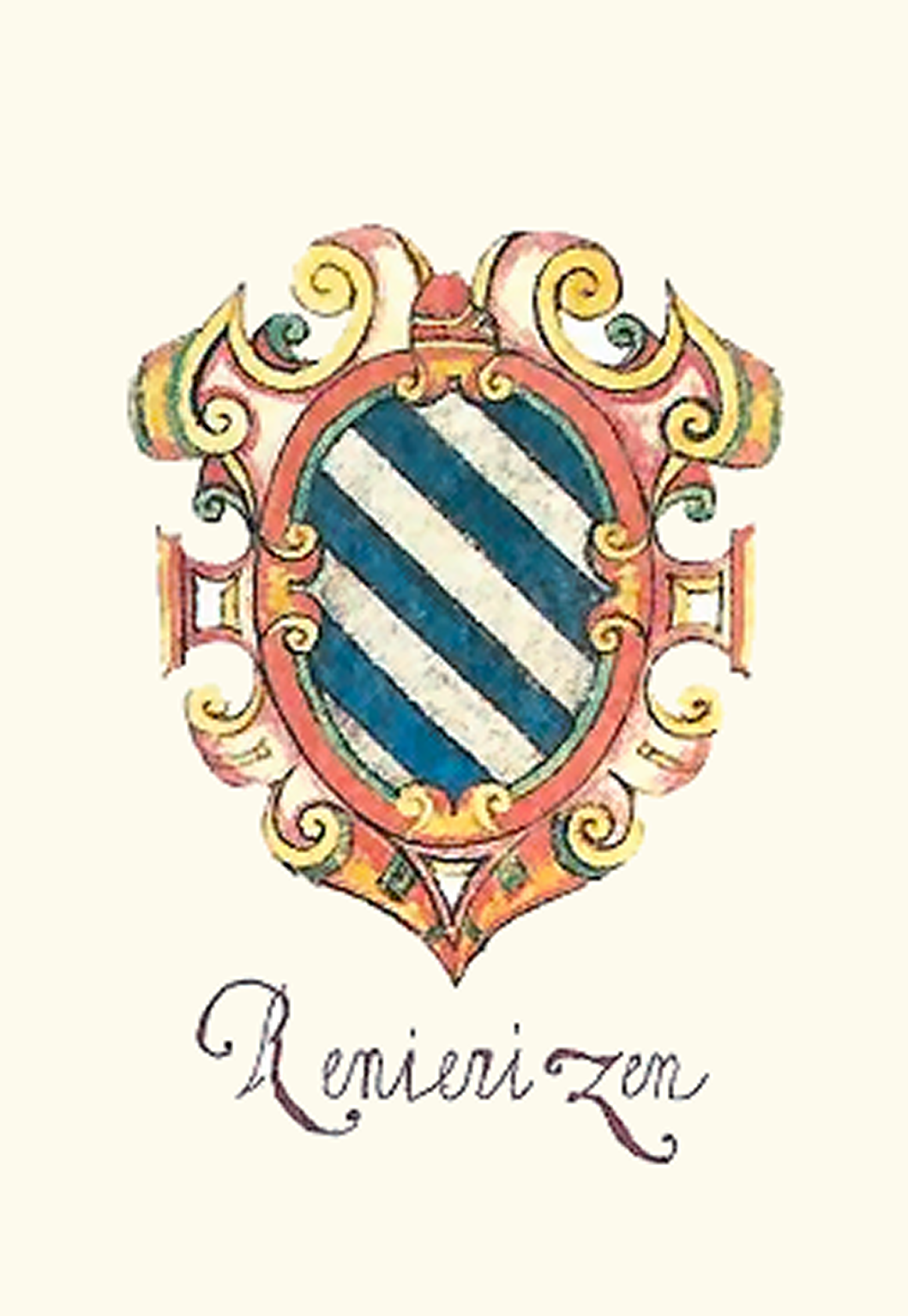
Stemma del doge Ranieri Zen

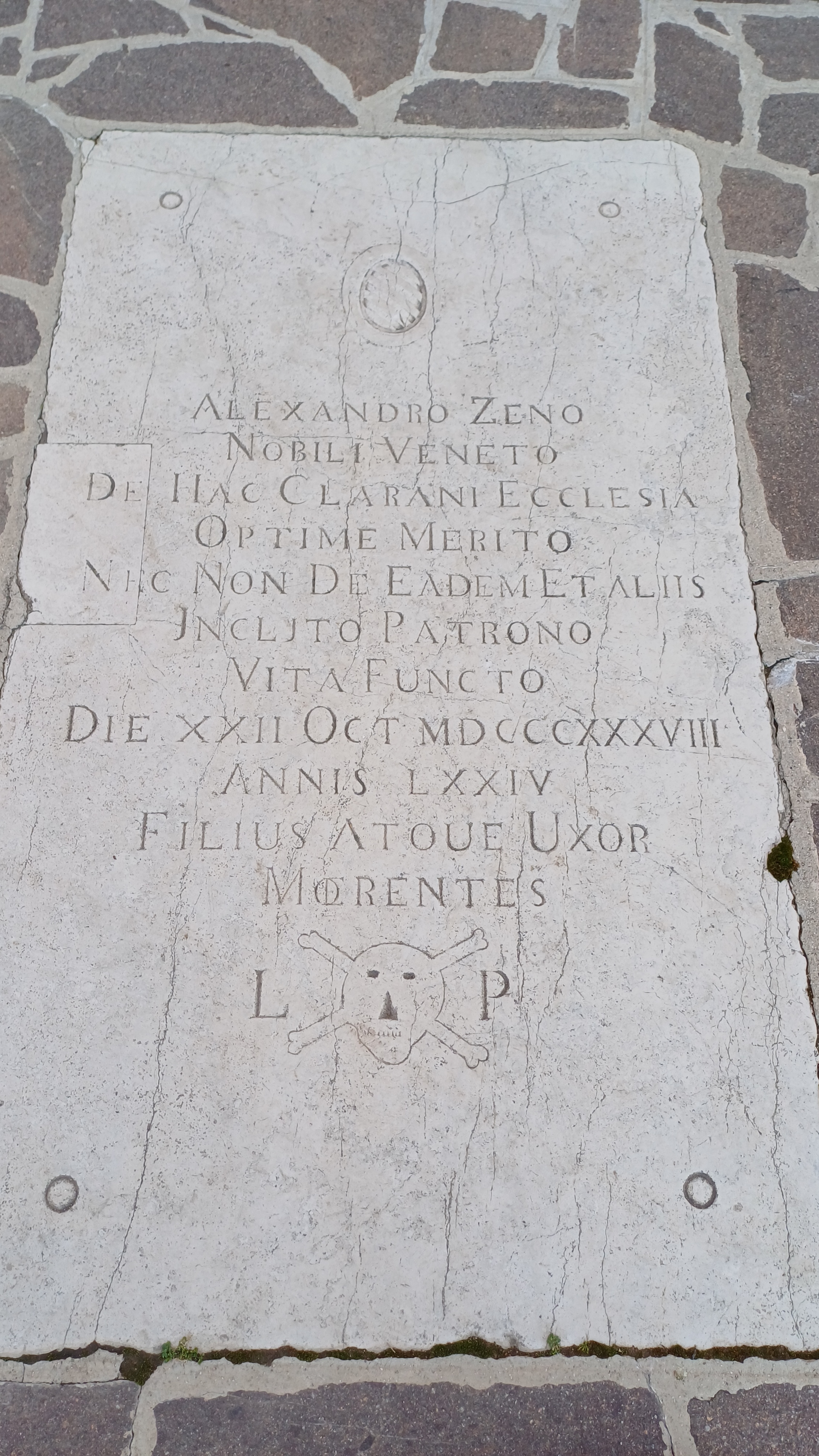
L'epigrafe del Conte Alessandro Zeno presso la chiesa di San. Bartolomeo a Chiarano

La prima attestazione effettiva degli Zeno a Chiarano risale al 1700 ca. Nel 1756 il conte Alessandro Zeno venne sepolto davanti alla porta della chiesa parrocchiale di San Bartolomeo a Chiarano, la sua epigrafe è ancor oggi leggibile. Nella seconda metà del XIX secolo è attestata la presenza nella villa del cavaliere Pietro Zeno, morto a Chiarano e poi sepolto a Venezia. Successivamente alla morte di Pietro è attestato che nella villa risiedette suo figlio, il conte Alessandro Zeno, che nel 1897 occupava la carica di sindaco di Chiarano.
Il possesso della villa da parte della famiglia Zeno è documentato anche da un passo del testo di Lepido Rocco, Motta di Livenza e i suoi dintorni: Studio Storico.
(Lepido Rocco, Motta di Livenza e i suoi dintorni)
Gli ultimi proprietari della villa appartenenti alla famiglia Zeno furono: Ines, Ida, Maria e il conte Alessandro (patrizio veneziano, Commentatore di Giuspatronato, insignito della gran croce d'onore e devozione dei cavalieri del Sovrano Militare Ordine di Malta), il quale morì il 25 dicembre 1967. Dopo la sua morte formalmente la villa passò all'ordine di Malta (come prevedeva il testamento del primo conte proprietario della villa), ma per più di un decennio rimase in un completo stato d'abbandono.

## La villa oggi
Attualmente la villa versa in un buono stato di conservazione. Dal punto di vista strutturale e statico la struttura non presenta particolari problematiche, anche grazie ai vari interventi di restauro che si sono susseguiti nel corso dei vari decenni. Ma nonostante il buono stato generale del complesso c'è da sottolineare che il totale inutilizzo della villa a seguito della morte del conte Alessandro Zeno ha recato all'intero complesso danni molto significativi dovuti dai tentativi di saccheggio da parte di ladri e fenomeni atmosferici. Oggi la Villa è di proprietà privata e talvolta ospita eventi cittadini organizzati dal Comune di Chiarano e dalla Pro Loco, ad esempio l'annuale biciclettata paesana ed eventi come "Calici sotto le stelle".